# Gromačnik
Gromačnik je mjesto u Brodsko-posavskoj županiji. Nalazi se u sastavu općine Sibinj.

## Povijest
Ime Gromačnik korišteno je u 13. stoljeću. U dokumentima iz 1280. godine stoji: „Gromačnik zemlja posve blizu utvrdi Petnja”. Tim imenom označavan je najprije teritorij, a kasnije i naselje koje se je tu razvilo.

## Zemljopis
Gromačnik se nalazi istočno od Sibinja na južnim obroncima Dilj gore na cesti prema Slavonskome Brodu, susjedna naselja su Slobodnica i Bartolovci na zapadu te Brodski Varoš na istoku.

## Stanovništvo
Prema popisu stanovništva iz 2011. godine Gromačnik je imao 556 stanovnika, dok je 2001. godine imao 610 stanovnika, od čega 601 Hrvata. 
| broj stanovnika | 173   | 190   | 197   | 288   | 334   | 372   | 404   | 431   | 466   | 479   | 502   | 522   | 554   | 559   | 610   | 556   | 442   |
|                 | 1857. | 1869. | 1880. | 1890. | 1900. | 1910. | 1921. | 1931. | 1948. | 1953. | 1961. | 1971. | 1981. | 1991. | 2001. | 2011. | 2021. |

## Šport
- NK Sloga